# Ytalo (futebolista)
Ytalo José Oliveira dos Santos, conhecido por Ytalo, (Maceió, 12 de janeiro de 1988) é um futebolista brasileiro que joga como centroavante. Atualmente joga no ABC.

## Carreira

### Corinthians Alagoano
Ytalo começou a sua carreira nas categorias de base do Corinthians Alagoano. Com 13 anos de idade, foi lançado na final do Campeonato Juvenil para atletas com 17 anos e acabou ajudando o Corinthians na conquista do título com dois gols na decisão. Quatro anos depois, chamou a atenção ao marcar quatorze gols em três jogos do campeonato juvenil. Assim, foi promovido ao elenco principal e estreou profissionalmente. Em partida válido pela segunda rodada da Copa Alagipe, contra o Sergipe, no Estádio Nelson Peixoto Feijó, fez seu primeiro hat-trick. Vestindo a camisa de número 17, Ytalo substituiu o atacante Reinaldo Mineiro e desequilibrou, marcando três gols de bela feitura e muito oportunismo. Durante a competição, Ytalo assinou um pré-contrato com o Marítimo, de Portugal.

### Marítimo
Em 1 de fevereiro de 2006, dias após completar 18 anos, Ytalo teve a sua venda concretizada para o Marítimo. Nas suas primeiras temporadas pelo clube português, ele disputou a II Divisão pelo time B. Sua estréia pelo time principal ocorreu em 12 de agosto de 2007.

### Internacional
No começo de setembro de 2009, foi noticiado pela imprensa portuguesa que o Internacional estava negociando para contar com o jogador. Em 16 do mesmo mês, a negociação foi concretizada e Ytalo foi emprestado ao Inter com os direitos econômicos fixados em US$ 1,2 milhão (R$ 2,2 milhões). Logo em sua primeira competição pelo clube gaúcho, a Copa FGF de 2009, Ytalo obteve destaque. Atuando pelo time B, marcou 10 gols, inclusive os 2 gols nas finais que deram o título inédito da competição ao Inter B. No ano seguinte, foi promovido ao elenco que disputaria o Campeonato Gaúcho de 2010. Ytalo atuou em 3 partidas da competição, chegando a marcar 1 gol. Ao fim do Gauchão, retornou ao time B do Inter e sagrou-se bicampeão da Copa FGF.

### Mogi Mirim
Sem espaço no elenco principal do Internacional, Ytalo foi emprestado ao Mogi Mirim para a disputa do Campeonato Paulista de 2011.

### União Frederiquense
Em 2012, Ytalo foi emprestado ao União Frederiquense, por onde disputou o campeonato gaúcho - divisão de acesso.

### Retorno ao Marítimo
Após os empréstimos a clubes brasileiros, Ytalo voltou ao Marítimo para a temporada 2012–13 e se revezou entre o time B e a equipe principal.

### Retorno ao Corinthians Alagoano
Depois de rescindir com o Marítimo, teve breve passagem pelo clube onde foi revelado, o Corinthians Alagoano, em 2013.

### Paulista
Ainda em 2013, Ytalo acertou com o Paulista para a disputa da Copa Paulista. No time de Jundiaí viveu momentos mais difíceis, morando num alojamento do clube e longe da esposa e dos filhos. Quando já estava bem fisicamente, fraturou o joelho e ficou quase um ano afastado. Deixou o clube no fim do Campeonato Paulista de 2014.

### Guaratinguetá
Fechou com o Guaratinguetá, onde teve destaque durante a Série C do Campeonato Brasileiro, sendo o artilheiro da competição, com 12 gols.

### Audax
No início de 2015, Ytalo defendeu o Audax, onde atuou em 15 jogos pelo Campeonato Paulista e marcou dois gols. Na competição, o atacante se destacou pelas assistências - foram seis em 13 jogos, sendo o recordista no fundamento durante a primeira fase.

### Atlético Paranaense
Em 27 de abril de 2015, o Atlético Paranaense anunciou a contratação de Ytalo.

### Retorno ao Audax
Sem acordo de renovação com o Atlético, Ytalo voltou ao Audax no início de 2016.

### São Paulo
Após um bom Campeonato Paulista pelo Audax, aonde foi vice-campeão, acertou com o São Paulo para o restante da temporada. Em sua primeira partida como titular, contra o Cruzeiro, em Belo Horizonte, marcou o gol da vitória do São Paulo.

### Novo retorno ao Audax
Foi emprestado pelo São Paulo para jogar o Campeonato Paulista pelo Audax.

### CRB
Depois do Campeonato Paulista, Ytalo acertou com o CRB para jogar a Série B de 2017.

## Vida pessoal
Nascido em família de boleiros de Maceió, Ytalo é filho de Capitão, ex-atacante do Grêmio, Fluminense, Bahia e Remo na década de 90 e o seu tio, Jean Carlos, foi ídolo no CRB.

## Estatísticas
Até 17 de julho de 2016.

### Clubes
| Clube               | Temporada         | Campeonato nacional | Campeonato nacional | Campeonato nacional | Copa nacional[a] | Copa nacional[a] | Copa nacional[a] | Competições continentais[b] | Competições continentais[b] | Competições continentais[b] | Outros torneios[c] | Outros torneios[c] | Outros torneios[c] | Total | Total | Total   |
| Clube               | Temporada         | Jogos               | Gols                | Assist.             | Jogos            | Gols             | Assist.          | Jogos                       | Gols                        | Assist.                     | Jogos              | Gols               | Assist.            | Jogos | Gols  | Assist. |
| ------------------- | ----------------- | ------------------- | ------------------- | ------------------- | ---------------- | ---------------- | ---------------- | --------------------------- | --------------------------- | --------------------------- | ------------------ | ------------------ | ------------------ | ----- | ----- | ------- |
| Corinthians-AL      | 2010              | —                   | —                   | —                   | 0                | 0                | 0                | —                           | —                           | —                           | 5                  | 7                  | 0                  | 5     | 7     | 0       |
| Corinthians-AL      | Total             | 0                   | 0                   | 0                   | 0                | 0                | 0                | 0                           | 0                           | 0                           | 5                  | 7                  | 0                  | 5     | 7     | 0       |
| Marítimo B          | 2005–06           | 12                  | 4                   | 0                   | —                | —                | —                | —                           | —                           | —                           | —                  | —                  | —                  | 12    | 4     | 0       |
| Marítimo B          | 2006–07           | 13                  | 5                   | 0                   | —                | —                | —                | —                           | —                           | —                           | —                  | —                  | —                  | 13    | 5     | 0       |
| Marítimo B          | 2007–08           | 13                  | 5                   | 0                   | —                | —                | —                | —                           | —                           | —                           | —                  | —                  | —                  | 13    | 5     | 0       |
| Marítimo B          | Total             | 38                  | 14                  | 0                   | 0                | 0                | 0                | 0                           | 0                           | 0                           | 0                  | 0                  | 0                  | 38    | 14    | 0       |
| Marítimo            | 2007–08           | 2                   | 1                   | 0                   | —                | —                | —                | —                           | —                           | —                           | —                  | —                  | —                  | 2     | 1     | 0       |
| Marítimo            | 2008–09           | 10                  | 1                   | 3                   | 2                | 1                | 0                | —                           | —                           | —                           | —                  | —                  | —                  | 12    | 2     | 3       |
| Marítimo            | 2009–10           | 1                   | 0                   | 0                   | —                | —                | —                | —                           | —                           | —                           | —                  | —                  | —                  | 1     | 0     | 0       |
| Marítimo            | Total             | 13                  | 2                   | 3                   | 2                | 1                | 0                | 0                           | 0                           | 0                           | 0                  | 0                  | 0                  | 15    | 3     | 3       |
| Internacional B     | 2009              | 0                   | 0                   | 0                   | —                | —                | —                | —                           | —                           | —                           | 16                 | 10                 | 0                  | 16    | 10    | 0       |
| Internacional B     | 2010              | 0                   | 0                   | 0                   | —                | —                | —                | —                           | —                           | —                           | 0                  | 0                  | 0                  | 0     | 0     | 0       |
| Internacional B     | Total             | 0                   | 0                   | 0                   | 0                | 0                | 0                | 0                           | 0                           | 0                           | 16                 | 10                 | 0                  | 16    | 10    | 0       |
| Internacional       | 2010              | 0                   | 0                   | 0                   | —                | —                | —                | —                           | —                           | —                           | 3                  | 1                  | 0                  | 3     | 1     | 0       |
| Internacional       | Total             | 0                   | 0                   | 0                   | 0                | 0                | 0                | 0                           | 0                           | 0                           | 3                  | 1                  | 0                  | 3     | 1     | 0       |
| Mogi Mirim          | 2011              | —                   | —                   | —                   | —                | —                | —                | —                           | —                           | —                           | 8                  | 2                  | 1                  | 8     | 2     | 1       |
| Mogi Mirim          | Total             | 0                   | 0                   | 0                   | 0                | 0                | 0                | 0                           | 0                           | 0                           | 8                  | 2                  | 1                  | 8     | 2     | 1       |
| União Frederiquense | 2012              | 0                   | 0                   | 0                   | —                | —                | —                | —                           | —                           | —                           | 0                  | 0                  | 0                  | 0     | 0     | 0       |
| União Frederiquense | Total             | 0                   | 0                   | 0                   | 0                | 0                | 0                | 0                           | 0                           | 0                           | 0                  | 0                  | 0                  | 0     | 0     | 0       |
| Marítimo B          | 2012–13           | 11                  | 3                   | 0                   | —                | —                | —                | —                           | —                           | —                           | —                  | —                  | —                  | 11    | 3     | 0       |
| Marítimo B          | Total             | 11                  | 3                   | 0                   | 0                | 0                | 0                | 0                           | 0                           | 0                           | 0                  | 0                  | 0                  | 11    | 3     | 0       |
| Marítimo            | 2012–13           | 3                   | 0                   | 0                   | 2                | 0                | 0                | —                           | —                           | —                           | —                  | —                  | —                  | 5     | 0     | 0       |
| Marítimo            | Total             | 3                   | 0                   | 0                   | 2                | 0                | 0                | 0                           | 0                           | 0                           | 0                  | 0                  | 0                  | 5     | 0     | 0       |
| Corinthians-AL      | 2012              | 0                   | 0                   | 0                   | —                | —                | —                | —                           | —                           | —                           | 0                  | 0                  | 0                  | 0     | 0     | 0       |
| Corinthians-AL      | Total             | 0                   | 0                   | 0                   | 0                | 0                | 0                | 0                           | 0                           | 0                           | 0                  | 0                  | 0                  | 0     | 0     | 0       |
| Paulista            | 2013              | —                   | —                   | —                   | —                | —                | —                | —                           | —                           | —                           | 5                  | 1                  | 0                  | 5     | 1     | 0       |
| Paulista            | 2014              | —                   | —                   | —                   | —                | —                | —                | —                           | —                           | —                           | 2                  | 1                  | 0                  | 2     | 1     | 0       |
| Paulista            | Total             | 0                   | 0                   | 0                   | 0                | 0                | 0                | 0                           | 0                           | 0                           | 7                  | 2                  | 0                  | 7     | 2     | 0       |
| Guaratinguetá       | 2014              | 17                  | 12                  | 0                   | —                | —                | —                | —                           | —                           | —                           | —                  | —                  | —                  | 17    | 12    | 0       |
| Guaratinguetá       | Total             | 17                  | 12                  | 0                   | 0                | 0                | 0                | 0                           | 0                           | 0                           | 0                  | 0                  | 0                  | 17    | 12    | 0       |
| Audax               | 2015              | —                   | —                   | —                   | —                | —                | —                | —                           | —                           | —                           | 15                 | 2                  | 6                  | 15    | 2     | 6       |
| Audax               | Total             | 0                   | 0                   | 0                   | 0                | 0                | 0                | 0                           | 0                           | 0                           | 15                 | 2                  | 6                  | 15    | 2     | 6       |
| Atlético Paranaense | 2015              | 16                  | 1                   | 1                   | 1                | 0                | 0                | 2                           | 0                           | 0                           | —                  | —                  | —                  | 19    | 1     | 1       |
| Atlético Paranaense | Total             | 16                  | 1                   | 1                   | 1                | 0                | 0                | 2                           | 0                           | 0                           | 0                  | 0                  | 0                  | 19    | 1     | 1       |
| Audax               | 2016              | —                   | —                   | —                   | —                | —                | —                | —                           | —                           | —                           | 19                 | 6                  | 1                  | 19    | 6     | 1       |
| Audax               | Total             | —                   | —                   | —                   | —                | —                | —                | —                           | —                           | —                           | 19                 | 6                  | 1                  | 19    | 6     | 1       |
| São Paulo           | 2016              | 12                  | 1                   | 0                   | 0                | 0                | 0                | 1                           | 0                           | 0                           | —                  | —                  | —                  | 13    | 1     | 0       |
| São Paulo           | Total             | 12                  | 1                   | 0                   | 0                | 0                | 0                | 1                           | 0                           | 0                           | —                  | —                  | —                  | 13    | 1     | 0       |
| Total na carreira   | Total na carreira | 110                 | 33                  | 4                   | 5                | 1                | 0                | 3                           | 0                           | 0                           | 73                 | 30                 | 8                  | 191   | 64    | 12      |

- a. ^ Jogos da Copa do Brasil, Taça da Liga e Taça de Portugal
- b. ^ Jogos da Copa Libertadores da América
- c. ^ Jogos da Copa Alagipe, Copa FGF, Campeonato Gaúcho, Campeonato Paulista, Campeonato Gaúcho - Divisão de Acesso e Copa Paulista

## Títulos
Internacional
- Copa FGF: 2009 e 2010
- Copa Sub-23: 2010

Red Bull Brasil
- Campeonato Paulista do Interior: 2019

Red Bull Bragantino
- Campeonato Brasileiro - Série B: 2019
- Campeonato Paulista do Interior: 2020

### Recordes
- 2° Maior Artilheiro do Bragantino no Campeonato Brasileiro: 20 Gols [8]
- Maior Artilheiro do Bragantino na Libertadores: 3 Gols

## Artilharias
- Artilheiro do Campeonato Paulista: 2019 (7 gols)